# Chriolepis vespa
Chriolepis vespa är en fiskart som beskrevs av Roxanne Irene Hastings och Bortone, 1981. Chriolepis vespa ingår i släktet Chriolepis och familjen smörbultsfiskar. Inga underarter finns listade i Catalogue of Life.